# Belvidere Hill Historic District
Der Belvidere Hill Historic District ist ein Historic District in der Stadt Lowell im US-Bundesstaat Massachusetts. Er umfasst die Fairview Street, Talbot Street und die Summit Street bis hin zu Teilen der Nesmith Street, Fairmount Street, Mansur Street und der Belmont Avenue. Die Fläche beträgt ca. 15,4 ha und beinhaltet 113 Gebäude im Stil des Colonial Revival und der Viktorianischen Architektur.
Der Belvidere Hill Historic District wurde 1894 erbaut und am 26. Mai 1995 mit der Nummer 95000656 in das National Register of Historic Places aufgenommen.